# 小林大樹
小林 大樹（こばやし だいき、1970年〈昭和45年〉7月24日 - ）は、日本の農林水産官僚。

## 来歴
兵庫県出身。1993年（平成5年）3月、東京大学法学部を卒業。同年4月、農林水産省に入省。入省後、経営局協同組織課経営・組織対策室長、同局協同組織課長、内閣官房内閣参事官（内閣総務官室）、農林水産省政策統括官付参事官、農林水産省大臣官房政策課長などを歴任。協同組織課長在任中には自由民主党の小泉進次郎農林部会長（当時）と共に農協改革に取り組んだ。
2023年（令和5年）7月4日、農林水産省大臣官房新事業・食品産業部長に就任。
2025年（令和7年）7月1日、経営局長に就任。

## 年譜
- 1993年（平成5年）
  - 3月 - 東京大学法学部卒業[2]
  - 4月 - 農林水産省入省（Ⅰ種・法律）[2]
- 2012年（平成24年）8月 - 農林水産省経営局協同組織課経営・組織対策室長[2]
- 2015年（平成27年）8月 - 農林水産省経営局協同組織課長[2]
- 2017年（平成29年）7月 - 内閣官房内閣参事官（内閣総務官室）[2]
- 2019年（令和元年）7月 - 農林水産省政策統括官付参事官[2]
- 2021年（令和3年）7月 - 農林水産大臣官房政策課長[2]
- 2023年（令和5年）7月 - 農林水産省大臣官房新事業・食品産業部長[2][5]
- 2025年（令和7年）7月 - 農林水産省経営局長[2][3]